# Bahnstrecke Châteauneuf-sur-Charente–Saint-Mariens-Saint-Yzan
| Heutiger Endpunkt der Strecke in Clérac |                      | | |
| Karte der Strecke Châteauneuf-sur-Charente–St-Mariens-St-Yzan |                      | | |
| Streckennummer (SNCF): | 580 000              | | |
| Kursbuchstrecke (SNCF): | 139 (État)           | | |
| Streckenlänge: | 69 km                | | |
| Spurweite: | 1435 mm (Normalspur) | | |
| Maximale Neigung: | 15 ‰                 | | |
| |                      | | |
| \| \| \| Bahnstrecke Beillant–Angoulême von Beillant \| \| \| \| 44,40,0 \| Châteauneuf-sur-Charente \| 21 m \| \| \| \| \| \| \| \| 0,3 \| Bahnstrecke Beillant–Angoulême nach Angoulême (Abzw. Barbezieux, auch: Abzw. Angoulême) \| Bahnstrecke Beillant–Angoulême nach Angoulême (Abzw. Barbezieux, auch: Abzw. Angoulême) \| \| \| \| \| \| \| \| ~0,4 \| D 699 (ehem. N 699) \| D 699 (ehem. N 699) \| \| \| 7,4 \| Malaville \| 71 m \| \| \| 9,4 \| Chadeuil \| 61 m \| \| \| 11,5 \| Viville \| 46 m \| \| \| 12,0 \| Beau \| Beau \| \| \| 13,6 \| Saint-Médard \| 55 m \| \| \| ~17,1 \| D 910 (ehem. N 10) \| D 910 (ehem. N 10) \| \| \| ~18,3 \| Usine de Matériel Agricole (-1960 ca.[2]) \| Usine de Matériel Agricole (-1960 ca.[2]) \| \| \| \| \| \| \| \| \| Chemins de fer économiques des Charentes (CFD, Petit Mairat) von Pons und Segonzac über Archiac (1895–1938)[3] \| \| \| \| \| \| \| \| \| 18,4 \| Barbezieux \| 80 m \| \| \| ~18,7 \| CFD nach Villebois und Chalais (1910–1939)[4] \| CFD nach Villebois und Chalais (1910–1939)[4] \| \| \| ~20,3 \| D 731 (ehem. N 731) \| D 731 (ehem. N 731) \| \| \| ~22,0 \| D 910 (ehem. N 10) \| D 910 (ehem. N 10) \| \| \| 23,5 \| Trèfle \| Trèfle \| \| \| 24,7 \| Reignac-Condéon \| 96 m \| \| \| 28,8 \| Tâtre \| Tâtre \| \| \| 30,6 \| Baignes-Touvérac \| 84 m \| \| \| 31,6 \| Pharaon \| Pharaon \| \| \| 38,0 \| Chantillac \| 109 m \| \| \| ~39,7 \| Département Charente / Charente-Maritime \| Département Charente / Charente-Maritime \| \| \| ~41,1 \| N 10 (neu) \| N 10 (neu) \| \| \| ~41,6 \| D 910 (ehem. N 10) \| D 910 (ehem. N 10) \| \| \| 41,8 \| Chevanceaux \| 99 m \| \| \| ~49,6 \| D 730 (ehem. N 730); CFD v. St-Aigulin (1904–1934)[5] \| D 730 (ehem. N 730); CFD v. St-Aigulin (1904–1934)[5] \| \| \| 49,9 \| Orignolles-Montguyon \| 54 m \| \| \| \| CFD nach Mirambeau (1904–1934) \| \| \| \| 53,9 \| Clérac-Charente \| 67 m \| \| \| ~54,5 \| Werkanschluss Grundstoffe Imerys (ehem. AGS) \| Werkanschluss Grundstoffe Imerys (ehem. AGS) \| \| \| \| LGV Sud Europe Atlantique v. Paris-Montparnasse \| \| \| \| ~55,8 \| Servicegleis LGV Clérac \| Servicegleis LGV Clérac \| \| \| \| LGV Sud Europe Atlantique n. Bordeaux-Saint-Jean \| \| \| \| 56,6 \| Werksbahnhof LGV \| Werksbahnhof LGV \| \| \| 60,2 \| Meudon \| Meudon \| \| \| 60,8 \| Bedenac \| 69 m \| \| \| ~61,1 \| Département Charente-Maritime / Gironde \| Département Charente-Maritime / Gironde \| \| \| ~62,1 \| D 2010 (ehem. N 10) \| D 2010 (ehem. N 10) \| \| \| ~62,3 \| N 10 (neu) \| N 10 (neu) \| \| \| ~67,0~67,4 \| Saye; Département Gironde / Charente-Maritime (2×) \| Saye; Département Gironde / Charente-Maritime (2×) \| \| \| \| Bahnstrecke Chartres–Bordeaux von Chartres \| \| \| \| \| Bahnstrecke Saint-Yzan–Blaye nach Blaye \| \| \| \| 69,0572,7 \| Saint-Mariens-Saint-Yzan \| 46 m \| \| \| \| \| \| \| \| \| Bahnstrecke Chartres–Bordeaux nach Bordeaux-St-Jean \| \| |                      | | |
| |                      | Bahnstrecke Beillant–Angoulême von Beillant                                                                 | |
| Bahnhof | 44,40,0              | Châteauneuf-sur-Charente                                                                                    | 21 m |
| |                      | | |
| Abzweig ehemals geradeaus und nach links | 0,3                  | Bahnstrecke Beillant–Angoulême nach Angoulême (Abzw. Barbezieux, auch: Abzw. Angoulême)                     | Bahnstrecke Beillant–Angoulême nach Angoulême (Abzw. Barbezieux, auch: Abzw. Angoulême)                     |
| |                      | | |
| Strecke mit Straßenbrücke (Strecke außer Betrieb) | ~0,4                 | D 699 (ehem. N 699)                                                                                         | D 699 (ehem. N 699)                                                                                         |
| Bahnhof (Strecke außer Betrieb) | 7,4                  | Malaville                                                                                                   | 71 m |
| Bahnhof (Strecke außer Betrieb) | 9,4                  | Chadeuil | 61 m |
| Bahnhof (Strecke außer Betrieb) | 11,5                 | Viville | 46 m |
| Brücke über Wasserlauf (Strecke außer Betrieb) | 12,0                 | Beau | Beau |
| Bahnhof (Strecke außer Betrieb) | 13,6                 | Saint-Médard                                                                                                | 55 m |
| Bahnübergang (Strecke außer Betrieb) | ~17,1                | D 910 (ehem. N 10)                                                                                          | D 910 (ehem. N 10)                                                                                          |
| Abzweig geradeaus und von rechts (Strecke außer Betrieb) | ~18,3                | Usine de Matériel Agricole (-1960 ca.)                                                                      | Usine de Matériel Agricole (-1960 ca.)                                                                      |
| |                      | | |
| U-Bahn-Strecke von rechts (außer Betrieb) · Strecke |                      | Chemins de fer économiques des Charentes (CFD, Petit Mairat) von Pons und Segonzac über Archiac (1895–1938) | Chemins de fer économiques des Charentes (CFD, Petit Mairat) von Pons und Segonzac über Archiac (1895–1938) |
| |                      | | |
| U-Bahn-Bahnhof · Bahnhof (Strecke außer Betrieb) | 18,4                 | Barbezieux                                                                                                  | 80 m |
| U-Bahn-Strecke nach links (außer Betrieb) · Kreuzung geradeaus unten · U-Bahn-Strecke quer · U-Bahn-Abzweig nach rechts und von rechts (Strecke außer Betrieb) | ~18,7                | CFD nach Villebois und Chalais (1910–1939)                                                                  | CFD nach Villebois und Chalais (1910–1939)                                                                  |
| Bahnübergang (Strecke außer Betrieb) | ~20,3                | D 731 (ehem. N 731)                                                                                         | D 731 (ehem. N 731)                                                                                         |
| Bahnübergang (Strecke außer Betrieb) | ~22,0                | D 910 (ehem. N 10)                                                                                          | D 910 (ehem. N 10)                                                                                          |
| Brücke über Wasserlauf (Strecke außer Betrieb) | 23,5                 | Trèfle | Trèfle |
| Bahnhof (Strecke außer Betrieb) | 24,7                 | Reignac-Condéon                                                                                             | 96 m |
| Brücke über Wasserlauf (Strecke außer Betrieb) | 28,8                 | Tâtre | Tâtre |
| Bahnhof (Strecke außer Betrieb) | 30,6                 | Baignes-Touvérac                                                                                            | 84 m |
| Brücke über Wasserlauf (Strecke außer Betrieb) | 31,6                 | Pharaon | Pharaon |
| Bahnhof (Strecke außer Betrieb) | 38,0                 | Chantillac                                                                                                  | 109 m |
| Grenze (Strecke außer Betrieb) | ~39,7                | Département Charente / Charente-Maritime                                                                    | Département Charente / Charente-Maritime                                                                    |
| Strecke mit Straßenbrücke (Strecke außer Betrieb) | ~41,1                | N 10 (neu)                                                                                                  | N 10 (neu)                                                                                                  |
| Bahnübergang (Strecke außer Betrieb) | ~41,6                | D 910 (ehem. N 10)                                                                                          | D 910 (ehem. N 10)                                                                                          |
| Bahnhof (Strecke außer Betrieb) | 41,8                 | Chevanceaux                                                                                                 | 99 m |
| U-Bahn-Strecke von links (außer Betrieb) · Bahnübergang | ~49,6                | D 730 (ehem. N 730); CFD v. St-Aigulin (1904–1934)                                                          | D 730 (ehem. N 730); CFD v. St-Aigulin (1904–1934)                                                          |
| U-Bahn-Bahnhof · Bahnhof (Strecke außer Betrieb) | 49,9                 | Orignolles-Montguyon                                                                                        | 54 m |
| U-Bahn-Strecke nach rechts (außer Betrieb) · Strecke |                      | CFD nach Mirambeau (1904–1934)                                                                              | CFD nach Mirambeau (1904–1934)                                                                              |
| Bahnhof (Strecke außer Betrieb) | 53,9                 | Clérac-Charente                                                                                             | 67 m |
| Abzweig ehemals geradeaus und von rechts | ~54,5                | Werkanschluss Grundstoffe Imerys (ehem. AGS)                                                                | Werkanschluss Grundstoffe Imerys (ehem. AGS)                                                                |
| Strecke von links · Strecke quer |                      | LGV Sud Europe Atlantique v. Paris-Montparnasse                                                             | LGV Sud Europe Atlantique v. Paris-Montparnasse                                                             |
| Abzweig geradeaus und von links · Abzweig geradeaus und nach rechts | ~55,8                | Servicegleis LGV Clérac                                                                                     | Servicegleis LGV Clérac                                                                                     |
| Strecke nach links · Strecke quer |                      | LGV Sud Europe Atlantique n. Bordeaux-Saint-Jean                                                            | LGV Sud Europe Atlantique n. Bordeaux-Saint-Jean                                                            |
| Dienststation / Betriebs- oder Güterbahnhof quer · Abzweig geradeaus und nach rechts | 56,6                 | Werksbahnhof LGV                                                                                            | Werksbahnhof LGV                                                                                            |
| Brücke über Wasserlauf | 60,2                 | Meudon | Meudon |
| ehemaliger Bahnhof | 60,8                 | Bedenac | 69 m |
| Grenze | ~61,1                | Département Charente-Maritime / Gironde                                                                     | Département Charente-Maritime / Gironde                                                                     |
| Strecke mit Straßenbrücke | ~62,1                | D 2010 (ehem. N 10)                                                                                         | D 2010 (ehem. N 10)                                                                                         |
| Strecke mit Straßenbrücke | ~62,3                | N 10 (neu)                                                                                                  | N 10 (neu)                                                                                                  |
| | ~67,0~67,4           | Saye; Département Gironde / Charente-Maritime (2×)                                                          | Saye; Département Gironde / Charente-Maritime (2×)                                                          |
| Abzweig geradeaus und von rechts |                      | Bahnstrecke Chartres–Bordeaux von Chartres                                                                  | Bahnstrecke Chartres–Bordeaux von Chartres                                                                  |
| Abzweig geradeaus, ehemals nach rechts und ehemals von rechts |                      | Bahnstrecke Saint-Yzan–Blaye nach Blaye                                                                     | Bahnstrecke Saint-Yzan–Blaye nach Blaye                                                                     |
| Bahnhof | 69,0572,7            | Saint-Mariens-Saint-Yzan                                                                                    | 46 m |
| |                      | | |
| |                      | Bahnstrecke Chartres–Bordeaux nach Bordeaux-St-Jean                                                         | |

Die Bahnstrecke Châteauneuf-sur-Charente–Saint-Mariens-Saint-Yzan ist eine eingleisige, französische, 69 km lange Lokalbahnstrecke, die heute weitgehend stillgelegt, entwidmet und teilweise überbaut ist. Sie verläuft in Nord-Süd-Richtung und verbindet die Bahnstrecke Beillant–Angoulême mit der Bahnstrecke Chartres–Bordeaux, die beide sowohl von Güter- als auch Personenzügen befahren werden. Knapp 15 km sind von Süden her noch in Betrieb, um ein Grundstoffewerk sowie den Werksbahnhof der LGV in Clérac anzufahren.

## Geschichte
Die Initiative zum Streckenbau ging von der Stadt Barbezieux aus, die in der zweiten Hälfte des 19. Jahrhunderts knapp 4000 Einwohner hatte. Man wünschte sich Anschluss an das Streckennetz. Noch kein ganzes Jahr gab es in Châteauneuf-sur-Charente einen funktionsfähigen Personenbahnhof, als sich die Compagnie du chemin de fer de Barbezieux à Châteauneuf gründete, um am 13. August 1868 ein Konzessionsgesuch für den Bau und Betrieb einer Bahnstrecke mit Personenbeförderung einzureichen. Vertreten wurde die Personengesellschaft durch Pierre Mathieu-Bodet und Édouard Martell (1834–1920). Das Budget wurde auf 1,285 Mio. FF festgesetzt, wovon 33,9 % der Staat, 62,3 % das Département und je hälftig 3,9 % die beiden begünstigten Gemeinden beisteuerten.
Diesem Gesuch wurde ungewöhnlich schnell, am 15. Mai 1869 stattgegeben. Der Streckenbau war unkompliziert, dauerte knapp drei Jahre und schon am 20. November 1872 rollten die ersten Züge. „Barbezieux, das an der verödeten Hauptstraße [N 10] liegt“, schrieb ein Journalist der La Charante am 14. September 1872, „wurde von der Regierung im Stich gelassen. Die Ungerechtigkeit ist nun behoben“.
Die Strecke war die erste und für 17 Jahre die einzige Lokalbahn im Département Charente. Vergeblich versuchte die kleine Bahngesellschaft, Anschluss an einen wichtigen Eisenbahnknoten zu erlangen, doch sie scheiterte und musste 1876 Bankrott anmelden. Es stand eine Übernahme durch den Staat oder eine Fusion mit der Compagnie du chemin de fer de Paris à Orléans, (P.O.), dem übermächtigen Wettbewerber, zur Diskussion. Als durchaus lesenswerte Lektüre entpuppen sich die Sitzungsprotokolle des Generalrats, die die Konflikte aufzeigen, denen die Entscheidungen zu den zahlreichen, vorgelegten Projekten aufzeigen. Einerseits wollte man eine übermässige Verschuldung vermeiden, andererseits nicht versäumen, ein zukunftsfähiges Netz aufzubauen. Dieses wankelmütige Verhalten legten auch die Exekutivorgane des Staats an den Tag. Die wenig kohärente Politik machten Zusagen zufallsabhängig und sie zeigen exemplarisch, wie notwendig einheitliche Leitlinien waren, die dann mit dem Plan Freycinet vom 17. Juli 1879 in Kraft traten und für die kleine Bahngesellschaft viel zu spät kamen.

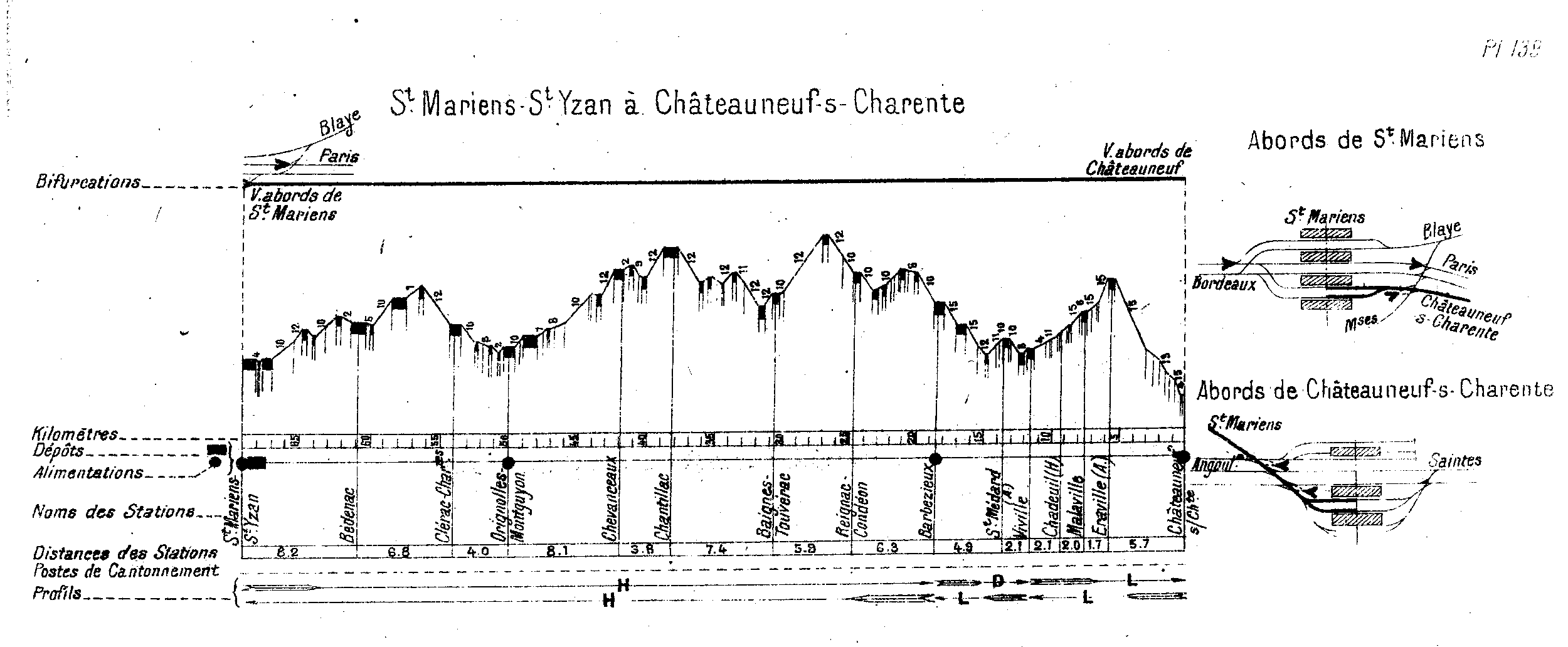
Streckenplan Châteauneuf–St-Mariens, 1921

Eine Verlängerung nach Süden wurde von den Betreibern zwar gewünscht, konnte aus Kostengründen aber nicht realisiert werden, bevor der Bau durch den Plan Freycinet staatlicherseits angeordnet wurde. Bürokratischen Konzessionsgesuche wurden wegen des Gesetzesrang keine benötigt. Mit der laufenden Nummer 84 sollte diese Strecke irgendwo zwischen Montendre und Cavignac auf die südliche Bestandsstrecke treffen. Ihre Länge war mit 48 km vorausgesagt und wurde schließlich bis Saint-Mariens-Saint-Yzan-de-Soudiac auf 50,6 km gebaut.
Mit der Gründung der ersten französischen Staatsbahn, der Chemins de fer de l’État (Frankreich) (ETAT), wurde diese Gesellschaft 1893 zusammen mit neun anderen kleinen Verkehrsgesellschaften aufgefangen.
Am 5. November 1907 wurde schließlich die Verlängerung bis Saint-Mariens-Saint-Yzan eröffnet. Doch nur bis zum 1. September 1938 war es möglich, die Strecke im Personenverkehr zu befahren, denn zu diesem Tag wurde sie nach Übernahme nach Gründung der SNCF geschlossen.
| Datum      | Abschnitt                             | Länge | Entwidmung |
| ---------- | ------------------------------------- | ----- | ---------- |
| 18.04.1955 | Châteauneuf-sur-Charente – Barbezieux | 17,9  | 19.10.1967 |
| 01.01.1990 | Barbezieux – Clérac-Charente          | 35,4  | 1992/1994  |
| 2011       | Clérac-Charente (Bahnhofsbereich)     | ?     | 2014?      |

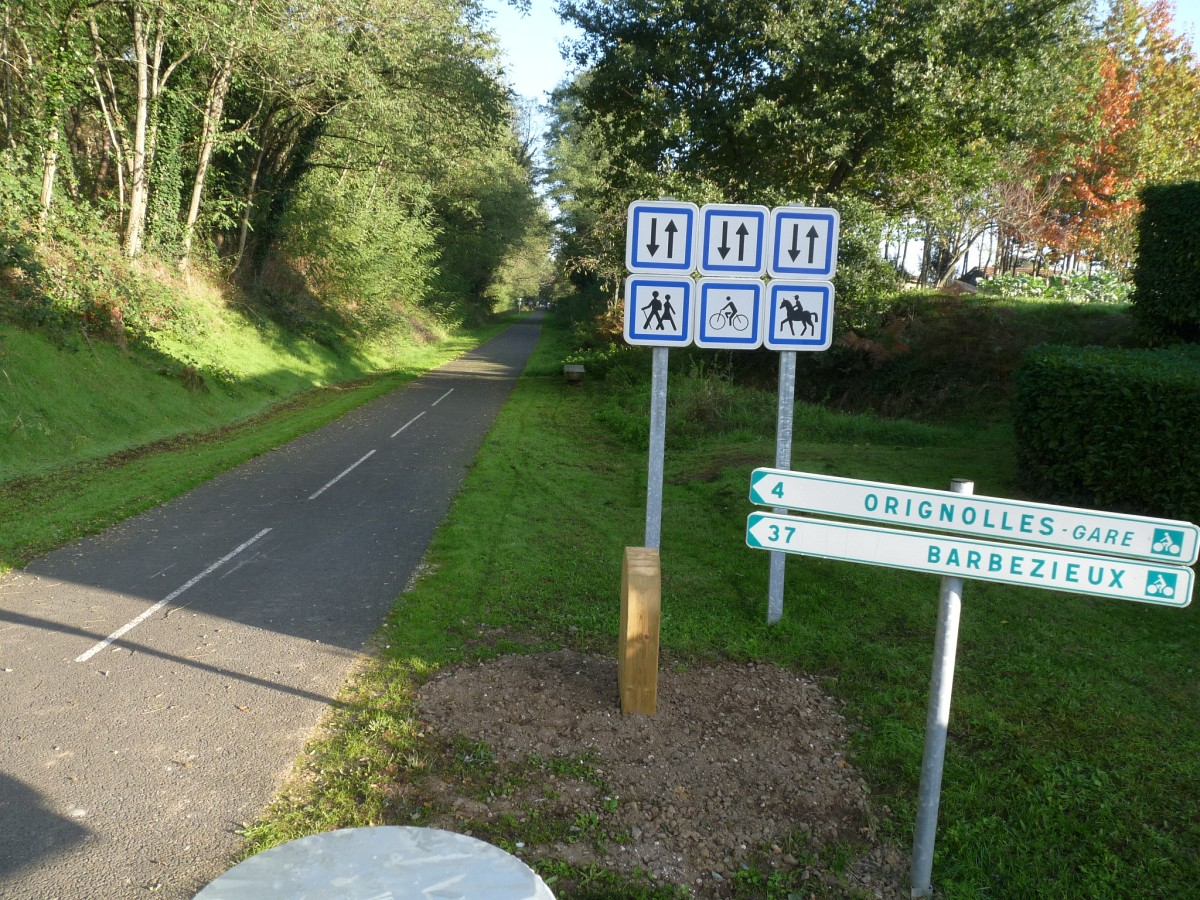
Standardausstattung der Voie verte, 2012

Eine Strecke zu schließen ist viel einfacher, als sie zu eröffnen. Entsprechend viel schneller vollzog sich in den folgenden Jahren die Schließung des Güterverkehrs gemäß der vorstehenden Tabelle. Zwischen 2011 und 2014 wurden die Gleise im Abschnitt vollständig ausgetauscht. Ein sehr kurzer Abschnitt stellt noch immer die Verbindung zwischen dem Werkbahnhof LGV in Clérac und der LGV Sud Europe Atlantique her und dient zum abstellen von Fahrzeugen.
Dagegen hat das Tonwerk während der vierjährigen Gleisschließung seinen Warenverkehr von der Schiene auf die Straße dauerhaft verlagert. Die Firma IMERYS REFRACTORY MINERALS (ehem. AGS) beutet dort eine Feldspatlagerstätte aus, deren Material vor allem nach Italien zur Keramikherstellung transportiert werden. Die Gleisanlagen sind zwar noch vorhanden und könnten genutzt werden, liegen aber brach. 2016 wurde die LGV-Hochgeschwindigkeitsstrecke eingeweiht und in diesem Zuge auch die Neueröffnung dieses kurzen Streckenabschnitts vorgenommen. Doch eine andere Nutzung als Gelegenheitsfahrten zum Servicepunkt der SNCF gibt es aktuell (2025) nicht.
Zwischen Barbezieux und Chantillac wurde die Trasse in einen 21 km langen, kombinierten Rad- und Fußweg umgewandelt.